# KT杯マスターズプロ棋戦
KT杯マスターズプロ棋戦（KTはいマスターズプロきせん、KT배 마스터즈 프로기전）は、韓国の囲碁の棋戦。2002年から2003年まで2期行われた。
- 主催 韓国棋院、囲碁TV
- 後援 KT
- 優勝賞金 （第1期）4500万ウォン、（第2期）5000万ウォン

第1期は32名、第2期は64名によるトーナメント戦で行われ、決勝戦は三番勝負。持ち時間は20分、30秒の秒読み3回。

## 優勝者と決勝戦
（左が勝者）
1. 2002年 曺薫鉉 2-1 崔哲瀚
2. 2003年 劉昌赫 2-1 李世乭